# 戴文·羅德里奎
戴文·羅德里奎（英語：Devon Rodriguez，1996年4月8日—）是出身美國紐約市南布朗克斯的宏都拉斯裔美國畫家。他最初因為在紐約地鐵繪製一系列寫實肖像而知名，2019年，他憑藉雕塑家約翰·阿赫恩的肖像入圍奧特溫·布徹佛肖像大賽決賽。2020年，他加入TikTok平台，拍攝一系列素描陌生人並拍下對方反應的影片而獲得成功，並且成為該平台上最受關注的藝術家之一。

## 學生時期
戴文·羅德里奎1996年生於南布朗克斯，八歲時與朋友一起塗鴉，不過在十三歲那年遭到逮捕後，他開始發展肖像畫。2010年，他申請曼哈頓的藝術與設計高中，但沒有被錄取。之後在布朗克斯的塞繆爾·岡珀斯高中就讀兩年，並於2012年被藝術與設計高中錄取，2014年畢業。他後來就讀紐約流行設計學院。

## 職業生涯
羅德里奎還在讀高中時，雕塑家約翰·埃赫恩參加了學校的一場肖像展覽，並注意到羅德里奎以地鐵乘客為題材創作的寫實肖像油畫。埃赫恩便請羅德里奎擔任自己雕刻的主題，因此製作出了兩尊羅德里奎的石膏半身像，名為「羅德里奎雙胞胎」，入圍奧特溫·布徹佛肖像大賽決賽，2016年於華盛頓特區國家肖像畫廊展出，羅德里奎代替埃赫恩出席該畫廊的開幕晚會。
2015年，羅德里奎的作品登上《西南藝術》其中一期。接下來幾年裡，他的作品陸續登上《紐約客》、《藝術家雜誌》和《紐約時代風格雜誌》，羅德里奎也開始收取費用。2019年，羅德里奎繪製的約翰·埃赫恩肖像入圍奧特溫·布徹佛肖像大賽決賽，不過該獎項最後頒給了雨果·克羅斯偉特。

## 外部連結
- devonrodriguezart.com